# Prochoerodes bolivari
Prochoerodes bolivari är en fjärilsart som beskrevs av Charles Oberthür 1911. Prochoerodes bolivari ingår i släktet Prochoerodes och familjen mätare. Inga underarter finns listade i Catalogue of Life.